# Pesovnik László
Pesovnik László dr., Megay (Ungvár, 1901. december 18. – Ungvár, Szovjetunió, 1959. március 11.) válogatott labdarúgó, jobbfedezet.

## Pályafutása
Szülővárosában, az Ungvári Atlétikai Club gyermek- és ificsapataiban kezdi labdarúgó-pályafutását, majd 1919-ben, alig 18 évesen bekerül a felnőttkeretbe. 1920-ban felvételt nyer a Budapesti királyi magyar Pázmány Péter Tudományegyetem jogtudományi karára, amelynek befejezése után jogi doktori oklevelet szerzett. A diákévei alatt a BEAC, majd a Szombathelyi Atlétikai Klub, a Sabária és a Somogy FC (Kaposvár) csapatokat erősítette. Erőteljes fizikumú, ötletes játékmodorú labdarúgó volt, aki a védekezésben és a támadásban is hasznosan játszott. 1925 és 1928 között nyolc alkalommal szerepelt a magyar válogatottban. A profi-labdarúgás befejezése után visszatért Ungvárra, ahol a negyvenes évek első felében betöltött különböző városvezetői tisztségeket.

## Sikerei, díjai
- Magyar bajnokság
  - 4.: 1926–27

## Statisztika

### Mérkőzései a válogatottban
| Magyarország | Magyarország         | Magyarország                    | Magyarország  | Magyarország | Magyarország  | Magyarország | Magyarország | Magyarország |
| #            | Dátum                | Helyszín                        | Hazai         | Eredmény     | Vendég        | Kiírás       | Gólok        | Esemény      |
| ------------ | -------------------- | ------------------------------- | ------------- | ------------ | ------------- | ------------ | ------------ | ------------ |
| 1.           | 1925. július 12.     | Stockholm                       | Svédország    | 6 – 2        | Magyarország  | barátságos   | -            |              |
| 2.           | 1925. július 19.     | Krakkó, Wisla-pálya             | Lengyelország | 0 – 2        | Magyarország  | barátságos   | -            |              |
| 3.           | 1925. szeptember 20. | Budapest, Üllői úti pálya       | Magyarország  | 1 – 1        | Ausztria      | barátságos   | -            | 46'          |
| 4.           | 1926. december 26.   | Porto                           | Portugália    | 3 – 3        | Magyarország  | barátságos   | -            |              |
| 5.           | 1927. június 12.     | Budapest. Üllői úti pálya       | Magyarország  | 13 – 1       | Franciaország | barátságos   | -            |              |
| 6.           | 1927. szeptember 25. | Zágráb                          | Jugoszlávia   | 5 – 1        | Magyarország  | barátságos   | -            |              |
| 7.           | 1928. április 22.    | Budapest, Üllői úti pálya       | Magyarország  | 2 – 0        | Csehszlovákia | Európa-kupa  | -            |              |
| 8.           | 1928. május 6.       | Budapest. Hungária körúti pálya | Magyarország  | 5 – 5        | Ausztria      | barátságos   | -            |              |
|              | Összesen             |                                 |               | 8            | mérkőzés      |              | 0            | gól          |